# Würzepfanne

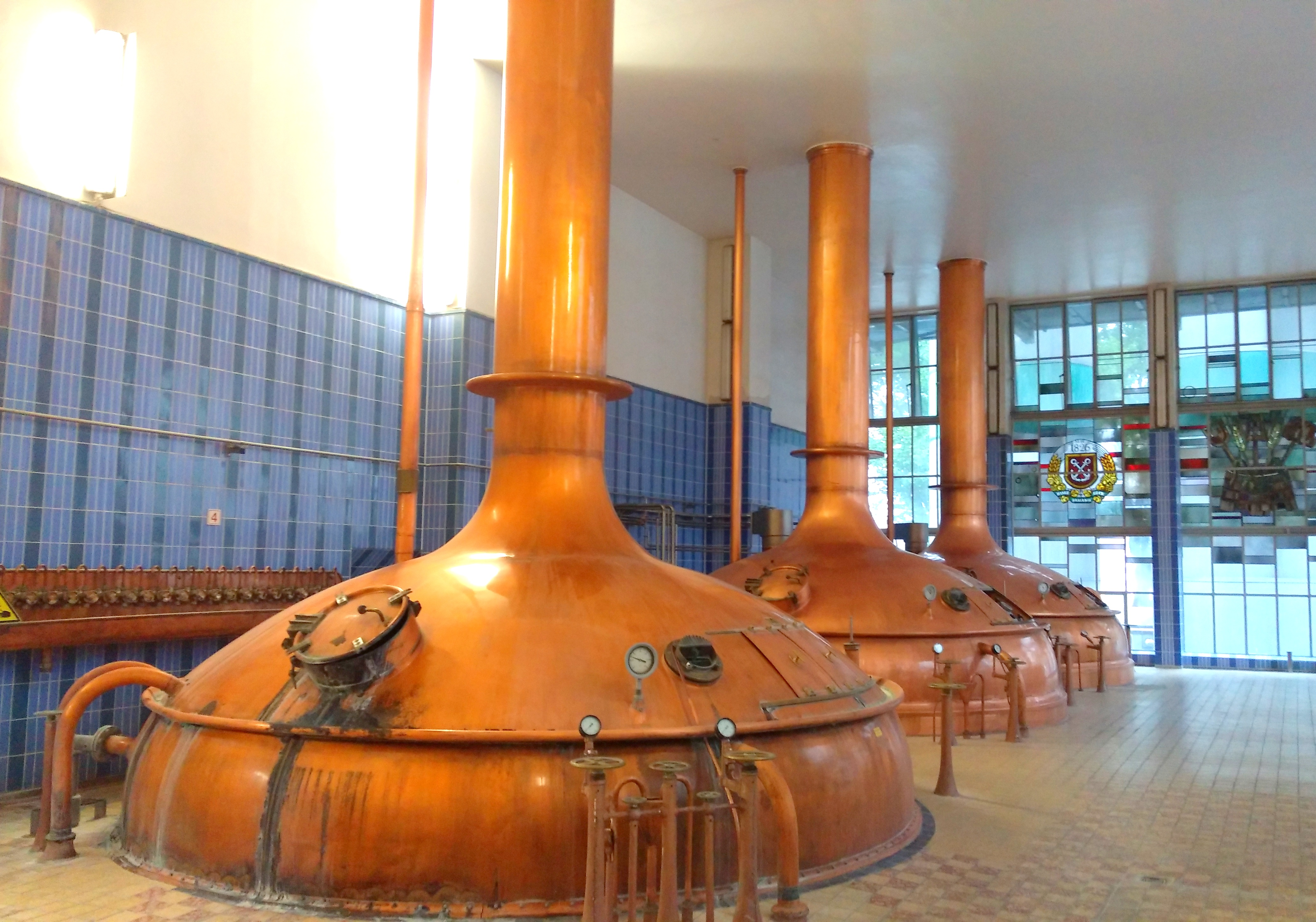
Sudpfannen

Eine Würzepfanne (auch Sudpfanne, Braupfanne, Braukessel oder Sudkessel genannt) ist eine technische Anlage, die beispielsweise in Brauereien zum Bierbrauen benötigt wird.

## Funktionsweise
Die Würzepfanne dient dem Bierbrauer zum Kochen der beim Maischen und Läutern gewonnenen Würze zum Zweck der Sterilisation, Eiweißfällung, Hopfenlösung, Austreibung aromaintensiver Substanzen und zur Einstellung der gewünschten Konzentration der Stammwürze.
Die Würzepfanne ist für eine starke Beheizung ausgerüstet, und grundsätzlich unterscheidet man nach der Art der Beheizung. Es gibt Pfannen mit direkter Beheizung, welche die älteste Form der Pfannenbeheizung darstellt, auch heute sind noch Pfannen mit direkter Gas- oder Heizölbefeuerung in Betrieb. Häufigste Art der Beheizung ist jedoch die Beschickung der Pfanne mit Heizdampf. Unterschieden wird hier das Erhitzen mittels Dampfzufuhr in aufgeschweißte Dampftaschen bzw. Rohre an der Unterseite der Pfanne. Effizienter arbeiten jedoch installierte Innenkochsysteme und sogenannte Außenkocher, welche dem Prinzip des Plattenwärmeübertragers folgen.
Kleinere Würzepfannen werden manchmal auch mittels eingebrachter elektrischer Heizstangen betrieben oder mit Heißwasser beheizt.
Moderne Würzepfannen sind aus Edelstahl gefertigt und stark isoliert und weisen oft eine Kupferhaube auf, um somit der traditionellen Bauweise zu entsprechen.
Das Volumen der Pfanne steht in Abhängigkeit zur gewünschten Würzemenge und so gibt es Systeme von 10 Liter, wie sie Hobbybrauer verwenden, bis zu über 1000 Hektoliter Fassungsvermögen in Pfannen aus Großbrauereien.

## Redewendung
Die Redewendung Da wird der Hund in der Pfanne verrückt, ist abgeleitet aus Till Eulenspiegels Streichen, wonach er eines Braumeisters Hund „Hopf“ in die Braupfanne geworfen habe. Sie gilt als Ausruf sehr großer Verwunderung, dass also etwas unglaublich ist.